# Красногорское (озеро, Республика Алтай)
Красногорское — озеро правобережной поймы верхнего течения реки Чуя на юго-востоке Республики Алтай. Административно относится к Ортолыкскому сельскому поселению Кош-Агачского района.
Расположено на северо-западной окраине Чуйской степи на высоте 1734 м над уровнем моря, в 200 метрах от Чуйского тракта между сёлами Чаган-Узун и Ортолык. На противоположном берегу Чуи стоит гора Красная Горка. Озеро питается главным образом за счет протоки, соединяющей озеро с Чуей, в межень — осадками и грунтовыми водами.

## Морфометрия
Площадь водной поверхности — 12 га, длина — 545 м, максимальная ширина — 340 м. Средняя глубина — 2 м, максимальная достигается в центральной части озера и составляет 2,6 м. 

## Гидрография
Котловина округлой формы, берега отлогие, дно ровное с пологими уклонами. Западный берег заболочен. Донные осадки в литоральной зоне представлены слоем органического глинистого ила мощностью более 30 см, в центральной части озерной котловины осадки включают больше органики и находятся во взвешенном состоянии. 

## Вода
Вода пресная, без запаха, зеленоватого оттенка, прозрачность — 2 м, кислотность — 6,5 pH. 

## Флора и фауна
Растительность представлена осокой, ковылем, типчаком, караганой, полынью, роголистником, рдестом плавающим, элодеей канадской, нителлой, также изредка хвощом. 
В озере водится хариус и осман.
Из птиц встречаются утки и иногда залетающие речные чайки. Отмечено летние пребывание большого баклана

## Рекреация
Так как озеро расположено почти вплотную у Чуйского тракта, к нему можно свободно подъехать на легковом транспорте. Есть два места для организации пляжно-купального отдыха, в частности на восточном берегу озера имеется песчано-гравийный пляж длиной 50 м.